# Anoplocotyloides papillata
Anoplocotyloides papillata är en plattmaskart. Anoplocotyloides papillata ingår i släktet Anoplocotyloides och familjen Monocotylidae. Inga underarter finns listade i Catalogue of Life.